# زانکت پتر ام ویمبرگ
زانکت پتر ام ویمبرگ (به آلمانی: Sankt Peter am Wimberg) یک منطقهٔ مسکونی در اتریش است که در ناحیه رورباخ واقع شده‌است. زانکت پتر ام ویمبرگ ۲۳ کیلومتر مربع مساحت دارد ۶۶۸ متر بالاتر از سطح دریا واقع شده‌است.